# عبد الله حمادي
عبد الله حمادي الإدريسي هو فقيه ومؤرخ وكاتب جزائري وعضو بمختبر البحث التاريخي (تاريخ الجزائر) بجامعة وهران بالجزائر. من مواليد سنة 1390هـ موافق 1970 م بمدينة بشار جنوب غرب الجزائر.
تحصل على شهادة ليسانس من كلية الشريعة الإسلامية بالمدينة المنورة بالمملكة العربية السعودية دفعة سنة 1414هـ موافق 1994 م وتحصل على شهادة ماستر في الفقه المالكي وأصوله بقسم العلوم الإسلامية بجامعة أحمد بن بلّة 1 بوهران بالجزائر دفعة سنة 1437هـ موافق 2016 م ودكتور فقه ومقاصد  من المعهد الأوربي للعلوم الإنسانية بباريس. ينشط بشكل حر في المجال الدعوي والإرشادي.

## المؤلفات
للمؤرخ ما يقارب ثلاثين عنوان يتجاوز بعضها الأربع مجلدات وهي:

### التاريخ
- كتاب قاعدة المغرب الأقصى قبل فاس.[4]
- كتاب الإستبصار في تاريخ بشّار وما جاورها من الأمصار 5 أجزاء
- كتاب حاضرة القنادسة وزاويتها الزيانية الشاذلية بهذه الصحراء الجزائرية تاريخا ومناقب
- كتاب حاضرة تاغيت وبلادها بني ڤومي وزاويتاها الفوقانية والتحتانية تاريخا ومناقب
- كتاب زاوية سيدي أحمد بن موسى الساوري(ت1013هـ/1604م) بوادي الساورة وبلاد كرزاز تاريخا ومناقب
- كتاب زاوية سيدي عبد الله بن الشيخ بوادي الساورة وفروعها بالصحراء المغربية الشرقية تاريخا ومناقب وبطولات
- كتاب نبذة مختصرة من تاريخ تبلبالة
- كتاب صحراء وادي الساورة تاريخا ومناقب وبطولات جزئين
- كتاب ڤورارة وتوات وما عليه إحتوت من الفڤارة إلى الساقيات,تأليف مولاي مبارك عوبيدي الهبلاوي التواتي.(تخريج وتهذيب ودراسة)
- كتاب صحراء بلاد بشّار بنادق ومواقف وأشعار في مواجهة الإستعمار
- كتاب الفوات من تاريخ توات وصحاري الجهات
- كتاب تندوف وتجكانت تاريخا ومناقب وبطولات
- كتاب الاختصار من تاريخ قصر بشار وما جاوره من القصور والديار
- كتاب الاختصار من تاريخ حاضرة المشرية ومناقب أعلامها الأخيار.
- كتاب صحراء بلاد بشّار المجاهدة حرب المائة عام(1855م-1962م).
- كتاب صحراء حاضرة بشّار الجزائرية في أدب الرحلات المغربية والأوربية(1001هـ/1593م-1323هـ/1905م).
- كتاب منوڤة بشّار وجهود دبَّاغيها فيلالة في مقاومة الإستعمار.

### التراجم والسير

غلاف المناقب غير الخافية في المآثر السجلماسية ثم العباسية الساورية المنلايخافية

- كتاب المناقب غير الخافية في المآثر السجلماسية ثم العباسية الساورية المنلايخافية
- كتاب السلطان السجلماسي الفقيه الصوفي المفترى عليه الإمام أحمد بن أبي محلي مهدي وادي الساورة جزئين
- كتاب الشيخ محمد محمود بن الشيخ بن زيدان البُساتي الأنصاري الشنقيطي نزيل طيبة ودفينها (ت1414هـ/1993م) السيرة الذاتية وفتاواه الفقهية. يعدّ للطبع
- كتاب مناقب ومآثر آل بلّعمش الجكنيين بالحاضرة الصحراوية تندوف
- كتاب سيدي هدارة الولي المصاحب لطير النعام
- كتاب الإمام محمد بن عبد الكريم المغيلي التلمساني وتصدّيه للخطر اليهودي بصحراء توات والصقع السوداني.
- كتاب مُصَوَّرُ صالحي وصالحات توات وڤورارة وتديكلت.

### الرحلات
- تحقيق رحلة العياشي الحجية الصغرى الموسومة بـ (تعداد المنازل الحجازية)[5]

### الشريعة والتصوف
- كتاب طريق المعراج إلى حضرة صاحب التاج,تأليف:أبي عبد الله محمد بن القاسم القندوسي نزيل فاس(ت1275هـ/1861م) (تخريج ودراسة)
- كتاب معرفة المباني لصحة المعاني والإعانة للمقصر العاني, تأليف العلامة مؤسس حاضرة تندوف سيدي محمد المختار بن بلعمش الموساني الجكني(ت1287هـ/1870م) (تخريج ودراسة)
- كتاب شفاء الصدور في فتح مسألتي المشكور,تأليف العلامة مؤسس حاضرة تندوف سيدي محمد المختار بن بلعمش الموساني الجكني(ت1287هـ/1870م). (تخريج ودراسة)
- كتاب مصباح الأرواح في أصول الفلاح,تأليف العلامة أبي عبد الله محمد بن عبد الكريم المغيلي التلمساني. (تخريج ودراسة)